# Attentato sull'autobus in via Dizengoff
L'attentato sull'autobus in via Dizengoff fu un attacco suicida perpetrato da Hamas il 19 ottobre 1994 contro i passeggeri su un mezzo pubblico in servizio sulla strada di Tel Aviv. All'epoca fu il più mortale attentato suicida nella storia israeliana e il primo attacco riuscito a Tel Aviv. Ventidue civili furono uccisi e 50 furono i feriti. L'attacco fu pianificato dal capo di Hamas Yahya Ayyash, alla vigilia della firma del Trattato di pace israelo-giordano.

## Precedenti
Yahya Ayyash era deluso dal fatto che il precedente attentato da lui orchestrato, quello alla stazione di Hadera, avesse ucciso solo sei israeliani. La bomba usata in quell'attacco era piccola e fatta di perossido di acetone, un esplosivo relativamente debole. Per l'attacco all'autobus n. 5, Ayyash costruì una bomba utilizzando una mina terrestre egiziana riempita con 20 chilogrammi di TNT militare, circondata da chiodi e viti. Il TNT non era immediatamente disponibile nei territori palestinesi, ma Hamas riuscì ad acquisirne parte contrabbandandolo o acquistandolo dalla criminalità organizzata israeliana. Il dispositivo "è stato uno dei migliori mai costruiti da Ayyash".
Saleh Abdel Rahim al-Souwi, residente a Qalqilya, fu selezionato per l'attacco. Al-Souwi si unì ad Hamas dopo che suo fratello maggiore Hasin fu ucciso nel 1989, in una sparatoria con le forze israeliane. Al-Souwi era ricercato dallo Shabak, ma non era considerato una priorità assoluta. Il giorno prima dell'attacco, al-Souwi registrò una dichiarazione in cui si diceva: "È bello morire martiri per Allah" e "I saggi finiscono in paradiso".

## L'attentato
Muatab Mukadi, membro del battaglione Samaria di Ayyash (delle Brigate Izz ad-Din al-Qassam), guidò al-Souwi a una delle prime fermate dell'autobus. al-Souwi scelse un posto nel corridoio sul lato sinistro dell'autobus e mise la bomba (conservata in una borsa marrone) ai suoi piedi.
Intorno alle 9:00, mentre l'autobus stava rallentando per una fermata a 100 metri a nord di piazza Dizengoff, al-Souwi fece esplodere la bomba uccidendo 21 israeliani e un cittadino olandese. La potente esplosione sollevò l'autobus dal telaio e il calore sciolse il telaio dell'autobus in fibra di vetro. Gli arti venivano proiettati come missili nell'area salotto dei ristoranti vicini.
Dopo l'esplosione, una folla di manifestanti andò sul luogo della bomba cantando "Morte agli arabi". "La polizia arrestò decine di sospetti arabi dentro e intorno all'area dell'esplosione, anche se la maggior parte di loro fu arrestata per salvarli dalla rabbia della folla".

### Vittime[10]
- Haviv Tishbi, 54 anni, Tel Aviv;
- Moshe Gardinger, 83 anni, Tel Aviv;
- Pnina Rapaport, 74 anni, Tel Aviv;
- Galit Rosen, 23 anni, Holon;
- Zippora Ariel, 64 anni, Tel Aviv;
- David Lida, 74 anni, Tel Aviv;
- Puah Yedgar, 56 anni, Givatayim
- Dalia Ashkenazi, 62 anni, Tel Aviv;
- Esther Sharon, 21 anni, Lod;
- Ofra Ben-Naim, 33 anni, Lod;
- Tamar Carlebach-Sapir, 24 anni, Moshav Zafaria;
- Shira Meroz-Kot, 20 anni, Kibbutz Beit Hashita;
- Miriam Adaf, 54 anni, Sderot;
- Anat Rosen, 21 anni, Ra'anana;
- Salah Ovadia, 52 anni, Holon;
- Eliahu Wasserman, 66 anni, Bat Yam;
- Alexandra Sapirstein, 55 anni, Holon;
- Pierre Atlas, 56 anni, Kiryat Ono;
- Ella Volkov, 21 anni, Safed;
- Ayelet Langer-Alkobi, 26 anni, Kibbutz Yiron;
- Kochava Biton, 59 anni, Tel Aviv;
- Reinier Verbiest, 25 anni, Paesi Bassi.

## Conseguenze
All'epoca fu il più mortale attentato suicida nella storia israeliana. Tuttavia, i successivi attentati divennero ancora più devastanti, tra cui gli attentati sugli autobus in via Giaffa, il massacro di Pesach e l'attentato di Shmuel HaNavi.
Yitzhak Rabin, l'allora primo ministro israeliano, che si trovava nel Regno Unito in visita di Stato, tornò immediatamente in Israele. Il nome e le foto di Ayyash e dell'autobus demolito apparvero sui giornali di tutto il mondo.
La Polizia israeliana identificò rapidamente al-Souwi come l'autore. Il giorno dopo l'attacco, con la sua identità confermata usando il DNA, la famiglia di al-Souwi organizzò una festa di quartiere per celebrare il suo "martirio". Quello stesso pomeriggio lo Shin Bet distrusse la casa, dopo aver concesso alla famiglia un'ora per prendere i propri averi.